# Rincón de Milberg
Rincón de Milberg es una localidad ubicada en una de las islas que conforman el partido de Tigre, en la provincia de Buenos Aires, Argentina. Pertenece al Gran Buenos Aires.

## Geografía

### Población
Cuenta con 28,620 habitantes (Indec, 2001).

### Límites
Comprende el área entre los bajos de Pacheco, la calle Williams, el río Luján, el canal Aliviador y el arroyo Guasú Nambí.

### Accesos

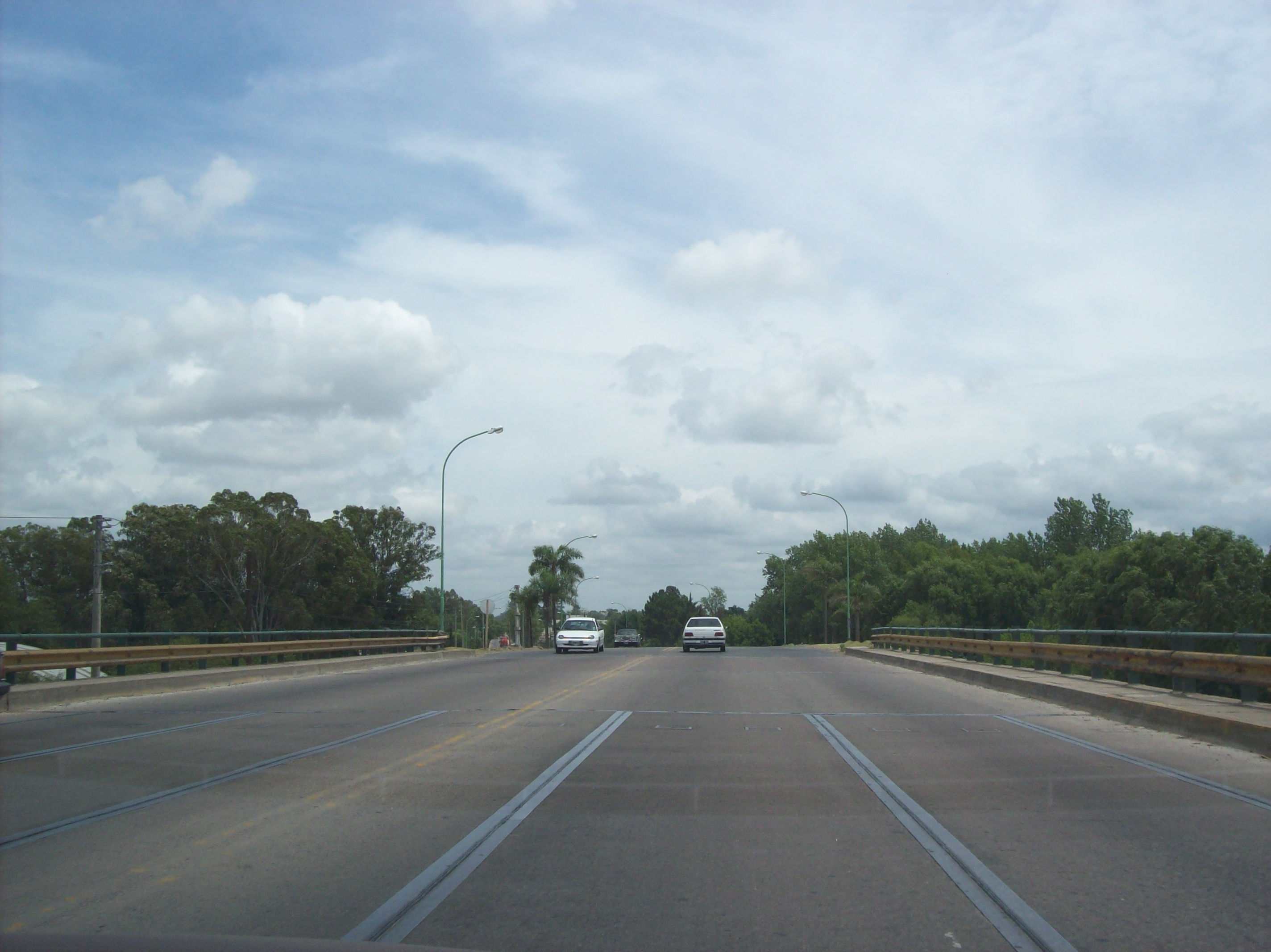
Puente de la Ruta Provincial 27 sobre el Canal Aliviador.

Desde la ciudad de Tigre se accede a Rincón de Milberg mediante varios puentes que cruzan el río Reconquista, que es bordeado por la calle Liniers. Dos de los puentes más importantes son el que conecta la Av. Santa María -Ruta Provincial 27- con la calle 25 de Mayo, y el que conecta el Boulevard Libertador Gral. San Martín (conocida como Av. de las Palmeras) con la calle José C. Paz. El único acceso desde la ciudad de Benavídez es la RP 27, que en Benavídez toma el nombre de Avenida Benavídez.

## Historia
Las tierras que forman el Paraje Rincón de Milberg eran propiedad de López Camelo, quien, por enemistad con Pacheco y el deseo de no tener tierras lindantes con las de su enemigo, las ofreció en venta a su amigo Juan Milberg Dillan, que en el momento era juez de paz de su natal Barracas. Luego de celebrar su matrimonio con Ángela Arditi Rojas, se instalaron en su nueva estancia en las tierras recién adquiridas, a la cual llamaron "El Rincón". Los muchos descendientes de este matrimonio fueron vendiendo sus tierras hasta que el paraje tomara la forma actual, urbana y con un centro comercial pujante, junto con varios barrios privados.

## Parroquias de la Iglesia católica en Rincón de Milberg
| Diócesis  | San Isidro                          |
| --------- | ----------------------------------- |
| Parroquia | Nuestra Señora del Perpetuo Socorro |